# Phytomyza albipennis
Phytomyza albipennis är en tvåvingeart som beskrevs av Carl Fredrik Fallén 1823. Phytomyza albipennis ingår i släktet Phytomyza, och familjen minerarflugor. Arten är reproducerande i Sverige.